# Terry Porter
Terry Porter (ur. 8 kwietnia 1963 w Milwaukee) – amerykański trener koszykarski oraz koszykarz NBA, występujący na pozycji rozgrywającego w latach 1985-2002, 2-krotny uczestnik NBA All-Star Game, laureat nagrody J. Walter Kennedy Citizenship Award, aktualnie trener drużyny akademickiej Portland Pilots.
7 czerwca 1990 roku w spotkaniu przeciw Detroit Pistons Porter ustanowił rekord finałów NBA, trafiając w pojedynczym spotkaniu (z dogrywką) 15 rzutów wolnych z rzędu, bez ani jednej pomyłki.

## Kariera zawodowa
Porter został wybrany 18 czerwca w drafcie '85 z numerem 24 przez Portland Trail Blazers. Na parkietach NBA zadebiutował 25 października 1985 roku. W pierwszym sezonie rozegrał 79 meczów, 3 z nich zaczynając w pierwszej "5". W kolejnych sezonach był już podstawowym rozgrywającym swojej drużyny. W barwach Portland Porter notował średnio 14,9 punktów, 7 asyst oraz 3,5 zbiórek na mecz. Dwukrotnie, w sezonach 1989/90 oraz 1991/92 dochodził ze swoją drużyną do Finału NBA, ulegając w nim odpowiednio Detroit Pistons i Chicago Bulls. 
Z Portland, jako wolny agent, po zakończeniu sezonu 1994/95 przeniósł się do Minnesota Timberwolves. W barwach tej drużyny występował przez 3 sezony, do roku 1998. W sezonie 1996/97 pomógł drużynie awansować po raz pierwszy w ich historii do fazy Play off. Sukces ten powtórzyli w kolejnym sezonie. Sezon 1997/98 był także dla drużyny z Minneapolis pierwszym w historii zakończonym z dodatnim bilansem na koniec rundy zasadniczej.
W sezonie 1998/99 występował w barwach Miami Heat, dla których rozegrał 50 meczów, z czego tylko jeden z nich rozpoczął w wyjściowym składzie. Przed sezonem 1999/2000 podpisał kontrakt z San Antonio Spurs. Barw tej organizacji bronił przez trzy sezony, do roku 2002, kiedy to postanowił zakończyć zawodniczą karierę. 
W sumie Porter na parkietach NBA spędził 17 sezonów, w czasie których wystąpił w 1274 meczach. Średnio w meczu zdobywał 12,2 punktów, 5,6 asyst oraz 3 zbiórek. 16 grudnia 2008 Portland Trail Blazers zastrzegli numer 30, z którym w ich barwach występował Porter.

## Osiągnięcia

### College
- Finalista turnieju NAIA (1984)
- Zdobywca nagrody NAIA Player of the Year (1984)
- MVP turnieju NAIA (1984)
- 2-krotnie zaliczany do I składu NAIA All-American (1984, 1985)

### NBA
- 2-krotny finalista NBA (1990, 1992)[6]
- 2-krotny uczestnik meczu gwiazd NBA (1991, 1993[a])[8]
- Zdobywca nagrody J. Walter Kennedy Citizenship Award (1993)[9]
- Klub Blazers zastrzegł należący do niego w numer 30[10]
- Lider play-off w liczbie celnych rzutów:
  - wolnych (1990)[11]
  - za 3 punkty (1990, 1992)[12]

### Inne
- Zaliczony do Galerii Sław Sportu stanu Oregon – Oregon Sports Hall of Fame